# 鈴木健吾 (陸上選手)
鈴木 健吾（すずき けんご、1995年6月11日 - ）は愛媛県宇和島市出身の陸上競技選手。専門は長距離種目。
富士通陸上競技部所属。現マラソン日本記録保持者。マラソンで非アフリカ出身選手として初めて2時間05分の壁を破った選手。

## 経歴
愛媛県立宇和島東高等学校、神奈川大学経済学部現代ビジネス学科卒業。
小学校6年生の時に父親の勧めで陸上を始めた。父は宇和島南高校出身で、全国高校駅伝にも出場経験があり、3区で区間19位の実績がある。

### 高校時代
高校3年次のインターハイでは1500mと5000mに出場し、5000mでは10位に入る。
全国高校駅伝愛媛県大会では1区区間2位と好走し母校の3年ぶりの都大路出場に貢献。四国高校駅伝では1区で区間賞を奪い16年ぶりの優勝に貢献した。
第64回全国高校駅伝でも1区を務めたがトップと24秒差の区間21位。チームも37位と振るわなかった。

### 大学時代
1年次の第91回箱根駅伝予選会では個人33位（チーム内4位）と好走。第46回全日本大学駅伝でも3区区間9位と結果を残す。箱根本選では6区を任されたが、区間賞の三浦雅裕（早稲田大学）から4分以上離される区間19位に終わる。
2年次のホクレンディスタンスチャレンジ網走大会では10000mで28分53秒67を記録しチームのエース格となる。第92回箱根駅伝予選会では個人9位（日本人6位・チームトップ）、第47回全日本大学駅伝では1区区間8位と結果を残すも、箱根本選では2区区間14位に終わった。3月の日本学生ハーフマラソンではトップと1秒差の3位に入った。
3年次にはチームの駅伝主将に任命され、1学年下の山藤篤司と共にチームのWエースと言われるまでに成長。5月の関東インカレ2部10000mでは、中谷圭佑（駒澤大学）、一色恭志（青山学院大学）といった強豪校のエースに次ぐ3位。6月の第48回全日本大学駅伝関東地区選考会ではエースの集う4組で日本人トップの4位。7月のホクレンディスタンスチャレンジ北見大会では10000mで28分30秒16の大学新記録を記録する。
駅伝シーズンに入っても勢いは止まらず、第93回箱根駅伝予選会では日本人歴代2位となる58分43秒の好タイムで日本人トップの個人3位。箱根本選では再び2区を務めると、6人の先頭集団の中で積極的にペースを上げて集団を揺さぶり、権太坂の上りで一色や工藤有生（駒大）ら他校のエースを次々とふるい落とし、17.9km以降は独走。神奈川大学史上初めて戸塚中継所をトップでタスキリレーする。鈴木は2区歴代8位の1時間07分17秒を記録し区間賞を獲得。特筆すべきは権太坂から戸塚中継所までの定点間を22分52秒でカバーしていることで、鈴木以前にこの定点間で22分台を記録したのはメクボ・ジョブ・モグス（山梨学院大学・当時の2区区間記録保持者）と三代直樹（順天堂大学・元2区区間記録保持者）しかおらず、後半区間でいかに快走したかを物語っている。チームは往路6位・総合5位に入り、12年ぶりのシード権を獲得した。3月の日本学生ハーフマラソンでは序盤から圧巻の走りを見せ、2位に30秒差をつけ優勝。日本人学生歴代8位の1時間01分36秒を記録した。
4年次の夏は走り込み不足で調子が上がらず、8月のユニバーシアードハーフマラソンでは片西景（駒大）、工藤に次ぐ3位で銅メダルを獲得したが、10月の第29回出雲駅伝はエントリーメンバーから外れ、伊豆大島で個人合宿を行った。第49回全日本大学駅伝で復帰し、最長区間である最終8区を担当。トップと17秒差の2位でタスキを受けると、2.5kmで先頭の川端千都（東海大学）を捉え5km過ぎに突き放すとあとは独走。区間2位の快走で優勝のゴールテープを切った。
第94回箱根駅伝では3年連続で2区を務める。トップと28秒差の6位でタスキを受けると、森田歩希（青学大）、阪口竜平（東海大）と競りながら2位集団を形成。先頭の相澤晃（東洋大学）を追うも、20kmで森田に引き離されトップと36秒差の3位でタスキリレー。区間4位ではあったが前回より9秒遅いだけの1時間07分26秒にまとめた。2月の東京マラソン2018で初マラソンに挑戦。総合19位（日本人13位・日本人学生1位・学生歴代7位）、2時間10分21秒の好記録を記録した。

### 実業団時代
富士通入社初年度は大腿骨の疲労骨折など故障が相次ぎ、ほとんどレースに出られなかった。
2019年4月のハンブルクマラソンで2時間11分36秒（13位）を記録し、東京マラソンとともに「対象2大会の平均が2時間11分00秒以内」を満たし、ワイルドカードでマラソングランドチャンピオンシップ（MGC）の出場権を獲得した。
9月のMGCではスタート直後に飛び出した設楽悠太（Honda）にはつかず2位集団でレースを進める。20km手前で集団から仕掛けて一時2位集団を鈴木・中村匠吾（富士通）・服部勇馬（トヨタ自動車）・大迫傑（ナイキ・オレゴン・プロジェクト）の4人に絞る、37.4kmで先頭の設楽を捉えると一気にペースを上げて揺さぶるなど見せ場を作ったが、39.1kmで集団から脱落し2時間12分44秒の7位に終わった。
2020年、MGCファイナルチャレンジの対象である2月の第75回びわ湖毎日マラソンでは、31kmで外国人3人の先頭集団にただ1人食らいつくも、33km手前で脱落し12位（2時間10分37秒）に終わる。9月の全日本実業団対抗で10000m27分49秒16の自己ベストを記録。しかし同年12月の第104回日本選手権10000mでは24位（28分18秒48）と振るわなかった。
2021年の第65回ニューイヤー駅伝では6区で区間賞を獲得。チームの12年ぶりの優勝に貢献した。同年2月の第76回びわ湖毎日マラソンでは常に集団でレースを進めると、36.2kmの給水を取り損ねたタイミングで一気にスパート。35～40kmを14分39秒、ラスト5kmを14分23秒でカバーする驚異的な走りで、2時間04分56秒の日本新記録で優勝した。
10月11日のシカゴマラソンでは、序盤から先頭集団でレースを進め、中間地点までは日本記録とほぼ同じペースを刻んだが、35km手前でトップ集団のペースが上がり離され、その後ペースを落として2時間08分50秒の4位に終わった。
12月1日、自身のSNSに於いて同業の陸上競技選手で女子マラソン日本国内最高記録保持者で東京オリンピック代表選手の一山麻緒（ワコール）と結婚したことを発表した。
2022年3月の東京マラソン2021では、エリウド・キプチョゲらが率いる先頭集団にはつかず、第2集団でレースを進める。ペースメーカーに指示を出し20kmからペースを上げると、ペースメーカーが外れた24.5kmからは単独で前を追った。鈴木は35kmまで自身の持つ日本記録を上回るペースを刻み、日本歴代パフォーマンス2位となる2時間05分28秒で日本人トップの4位入賞を果たした。この入賞により、ジャパンマラソンチャンピオンシップシリーズIのシリーズチャンピオン・第105回日本選手権者のタイトルを獲得。世界陸上オレゴン大会のマラソン代表に内定した。しかし、本大会では会場入りしたものの、妻の一山麻緒とともに新型コロナウイルス陽性反応が出たため欠場となった。

## 自己記録・成績

### 自己ベスト記録
- 5000m - 13分57秒88（2016年4月2日、世田谷記録会）
- 10000m - 27分49秒16（2020年9月19日、全日本実業団対抗陸上競技選手権大会）
- ハーフマラソン - 1時間01分36秒（2017年3月5日、日本学生ハーフマラソン選手権）
- マラソン - 2時間4分56秒（2021年2月28日、びわ湖毎日マラソン）

### 大学駅伝成績
| 学年               | 出雲駅伝                 | 全日本大学駅伝              | 箱根駅伝                          |
| ------------------ | ------------------------ | --------------------------- | --------------------------------- |
| 1年生 （2014年度） | 第26回 神奈川大学 不参加 | 第46回 3区-区間9位 28分16秒 | 第91回 6区-区間19位 1時間02分42秒 |
| 2年生 （2015年度） | 第27回 神奈川大学 不参加 | 第47回 1区-区間8位 43分28秒 | 第92回 2区-区間14位 1時間10分20秒 |
| 3年生 （2016年度） | 第28回 神奈川大学 不参加 | 第48回 神奈川大学 不参加    | 第93回 2区-区間賞 1時間07分17秒   |
| 4年生 （2017年度） | 第29回 不出場            | 第49回 8区-区間2位 57分24秒 | 第94回 2区-区間4位 1時間07分26秒  |

## 鈴木健吾のマラソン日本記録
- 2時間04分56秒 : 2021年2月28日 第76回びわ湖毎日マラソン

|                              | 5 km  | 10 km | 15 km | 20 km | ハーフ  | 25 km   | 30 km   | 35 km   | 40 km   | ゴール  |
| ---------------------------- | ----- | ----- | ----- | ----- | ------- | ------- | ------- | ------- | ------- | ------- |
| タイム                       | 14:53 | 29:46 | 44.32 | 59:21 | 1:02:36 | 1:14:09 | 1:28:59 | 1:44:01 | 1:58:40 | 2:04:56 |
| スプリット                   | 14:53 | 14:53 | 14:46 | 14:49 |         | 14:48   | 14:50   | 15:02   | 14:39   | 06:16   |
| kmあたり                     | 2:59  | 2:59  | 2:57  | 2:58  |         | 2:58    | 2:58    | 3:00    | 2:56    |         |
| 通過順位                     | 23    | 19    | 16    | 15    | 14      | 11      | 3       | 2       | 1       | 1       |
| 1位（または2位）とのタイム差 | +0:02 | +0:02 | +0:01 | +0:01 | +0:01   | +0:02   | +0:00   | +0:00   | -0:57   | -1:30   |
| 前日本記録とのタイム差       | +0:20 | +0:34 | +0:31 | +0:39 | +0:36   | +0:37   | +0:19   | +0:25   | -0:11   | -0:33   |